# 拉烏語
拉烏語（Lavu，自稱：lɑ55vu̠55）是一種彝語支的語言，使用於雲南省麗江市永勝縣。
與拉烏語相關的語言有六得話、纳渣話，或也包括水田話、支里話、倮話、子彝話和黎明話。